# 위테나예모트

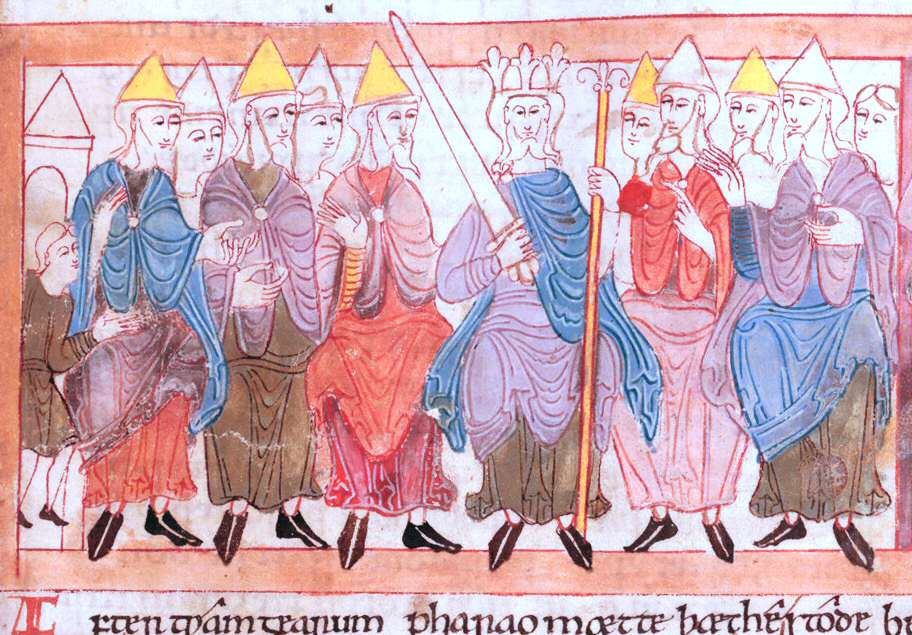
앵글로색슨 왕과 위탄들. 11세기 그림.

위테나예모트(고대 영어: witenaġemōt [ˈwitena jeˈmoːt], 영어: witenaġemot 위터너거모트[*])는 7세기부터 11세기까지 앵글로색슨 잉글랜드에 존재한 정치 기구다. 지배계급의 회의기관으로서 주요 업무는 왕에게 자문을 하는 것이었다. 위테나예모트 구성원을 위탄(witan)이라 했다. 세속귀족이든 교권귀족이든 매우 중요한 고위급 귀족만이 위탄이 될 수 있었다. "위탄"은 "지혜로운 자"라는 뜻이고 "위테나예모트"는 "지혜로운 자들의 모임"이라는 뜻이다. 위테나예모트는 고대 게르만족의 회의기관 또는 민회인 팅그가 귀족적으로 발전한 형태로 생각된다. 잉글랜드의 민회들은 7세기에 이미 각 지역 유력자들(올더먼, 테인, 고위 사제 등)의 회의기관으로 변형되어 있었다.

## 같이 보기
- 잉글랜드 의회
- 팅그
- 모트 홀